# Covestro
Covestro AG – niemiecki koncern branży chemicznej z siedzibą w Leverkusen. Powstał w 2015 r. z przekształcenia Bayer MaterialScience AG. Od 2018 r. wchodzi w skład niemieckiego indeksu giełdowego DAX.

## Historia
W 2004 r. w ramach reorganizacji struktury wewnętrznej koncernu Bayer AG wydzielono osobną spółkę-córkę Bayer MaterialScience AG odpowiedzialną za inżynierię materiałową. W 2010 r. zainwestowano ok. 1 mld EUR w rozbudowę zakładów produkcyjnych poliwęglanów w Szanghaju. Tam też przeniesiono siedzibę Bayer MaterialScience. W 2014 r. w niemieckim Dormagen otwarto nową fabrykę komponentów poliuretanowych. 1 września 2015 r. Bayer MaterialScience AG przekształcono w nową spółkę Covestro AG z siedzibą w Leverkusen. Nazwa pochodzi od angielskich słów collaboration (współpraca), invest (inwestowanie) i strong (silny). 6 października tego roku Covestro zadebiutowało na giełdzie we Frankfurcie. 19 marca 2018 r. Covestro weszło w skład niemieckiego indeksu giełdowego DAX.

## Działalność
Przedsiębiorstwo zajmuje się głównie produkcją i badaniami nad polimerami, a w szczególności: poliwęglanami, poliuretanami oraz powłokami i klejami na bazie polimerów (segment CAS). Covestro jest jednym z największych producentów poliuretanów na świecie. W 2017 r. ten segment stanowił ponad połowę całkowitego zysku spółki. Segment poliwęglanów stanowił ok. 26% obrotu, natomiast CAS ok. 16%. Głównymi odbiorcami produktów koncernu są branże motoryzacyjna, budowlana, kosmetyczna, elektroniczna, odzieżowa oraz medyczna.

## Udziałowcy
Głównymi udziałowcami koncernu Covestro są:
- Bayer AG z siedzibą w Leverkusen (6,81%);
- BlackRock Inc. z siedzibą w Nowym Jorku (6,28%);
- Norwegia (3,05%).